# 差努曼县
16°07′32″N 104°55′22″E / 16.12553°N 104.92278°E
差努曼县（發音：[t͡ɕʰāː.nú.māːn]）是泰国依善地区安纳乍伦府的一个县，建立于1879年，1958年升级为县。海拔169米。距安纳乍伦府治县85千米，距曼谷680千米。下分5个区、59个村。